# 乌克兰希腊礼天主教芝加哥教区
乌克兰希腊礼天主教芝加哥教区是乌克兰希腊礼天主教会的东方礼教区，治理全美国西部，全中西部（除俄亥俄州），阿拉斯加，夏威夷。但是，其堂区限制在有乌克兰礼天主教徒的地方，因此只存在于15个州。 
该教区主教是Richard Seminack。乌克兰希腊礼天主教圣尼各老主教座堂是该教区的母教堂。该教区如乌克兰希腊礼天主教斯坦福教区和乌克兰希腊礼天主教帕尔玛圣约沙法教区一样，都在乌克兰希腊礼天主教费城总教区辖下。